# Керолін Девідсон
Керолін Девідсон (англ. Carolyn Davidson, нар. 1943) — американська графічна дизайнерка, найбільш відома створенням логотипа Swoosh для компанії Nike.

## Біографія
Девідсон народилася у 1943 році. Вона навчалася в Університеті штату Орегон, де спочатку спеціалізувалася на журналістиці, але згодом перейшла на графічний дизайн.
У 1971 році, будучи студенткою, вона створила логотип Swoosh на замовлення Філа Найта, засновника компанії Blue Ribbon Sports (згодом Nike). За роботу їй заплатили 35 доларів (еквівалентно 263 доларам у 2023 році). Логотип символізує рух і натхненний образом Ніки, грецької богині перемоги.
Девідсон працювала з Nike до 1976 року, після чого перейшла на проєкти для інших клієнтів. У 1983 році Філ Найт подарував їй золотий перстень із діамантом, шоколадні копії логотипа та 500 акцій компанії, які згодом стали коштувати мільйони доларів.

## Спадщина
Логотип Swoosh став одним із найвпізнаваніших символів у світі спорту та моди. У 1995 році компанія прибрала слово «Nike» з логотипа, залишивши тільки символ.

## Волонтерська діяльність
Після виходу на пенсію у 2000 році Девідсон займається волонтерством, зокрема допомагає у Домі Рональда Макдональда в Орегоні.